# شریان آگزیلاری
سرخرگ زیربغلی یا شریان آگزیلاری (انگلیسی:Axillary artery)، در کالبدشناسی انسان یک رگ خونی بزرگ است که سرخرگ اصلی اندام فوقانی به‌شمار می‌آید. سرخرگ زیربغلی ادامهٔ سرخرگ زیرترقوه‌ای (شریان ساب‌کلاوین) است که دیواره‌های زیربغل را مشروب می‌سازد و در بازو به نام سرخرگ بازویی (براکیال) ادامهٔ مسیر می‌دهد.
شریان آگزیلاری انتقال خون اکسیژن‌دار را به ناحیه جانبی قفسهٔ سینه یا سینه‌گاه، زیر بغل و اندام فوقانی به عهده دارد. این شریان ادامه سرخرگ زیرترقوه‌ای است که شروع آن حاشیه جانبی دنده اول، می‌باشد. سرخرگ زیربغلی پس از عبور از حاشیه پایین ماهیچه گرد بزرگ به سرخرگ بازویی تبدیل می‌شود.
شریان آگزیلاری از کنار خارجی اولین دنده شروع می شودو تا کنار تحتانی ماهیچه گرد بزرگ (ترس ماژور) امتداد می‌یابد (به‌طور قراردادی) که از این قسمت به بعد سرخرگ بازویی (براکیال) نامیده می‌شود.
شریان آگزیلاری اجزا زیر بغل را تغذیه می‌کند و با شاخه‌هایش قسمت‌های مختلف اندام فوقانی و بخشی از ناحیه سینه‌ای را مشروب می‌سازد. سرخرگ زیربغلی به جدارهای مختلف زیر بغل و نواحی وابسته خون‌رسانی کرده و سپس به عنوان سرخرگ اصلی اندام فوقانی ادامه مسیر می‌دهد.

## بخش‌ها
برای آسانی، شریان آگزیلاری را نسبت به ماهیچه سینه‌ای کوچک (پکتورالیس مینور) که در جلوی شریان قرار دارد به سه قسمت تقسیم می‌کنند:
- پیش از ماهیچه، که سرخرگ زیربغلی با سیاهرگ زیربغلی و شبکه بازویی در یک غلاف لیفی به نام غلاف زیربغلی قرار دارد.
- پشت ماهیچه، سرخرگ زیربغلی از سه طرف توسط سه طناب (داخلی، خارجی و خلفی) شبکه بازویی احاطه شده‌است.
- پس از ماهیچه، از کنار خارجی ماهیچه سینه‌ای کوچک تا کنار تحتانی ماهیچه گرد بزرگ امتداد می‌یابد.

## شاخه‌ها
معمولاً شش شاخه از شریان آگزیلاری جدا می‌شود:
- بخش اول: (یک شاخه)
  - سرخرگ سینه‌ای بالایی (شریان توراسیک فوقانی)
- بخش دوم: (دو شاخه)
  - سرخرگ سینه‌ای کناری
  - سرخرگ سینه‌ای‌سرشانه‌ای (توراکو-اکرومیال)
- بخش سوم: (سه شاخه)
  - سرخرگ زیرکتفی (ساب‌اسکاپولار)
  - سرخرگ پیشین چرخشی بازو (سیرکومفلکس هومرال قدامی)
  - سرخرگ پسین چرخشی بازو (سیرکومفلکس هومرال خلفی)

## نگارخانه

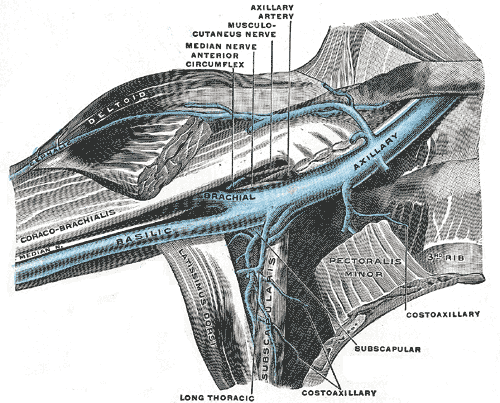
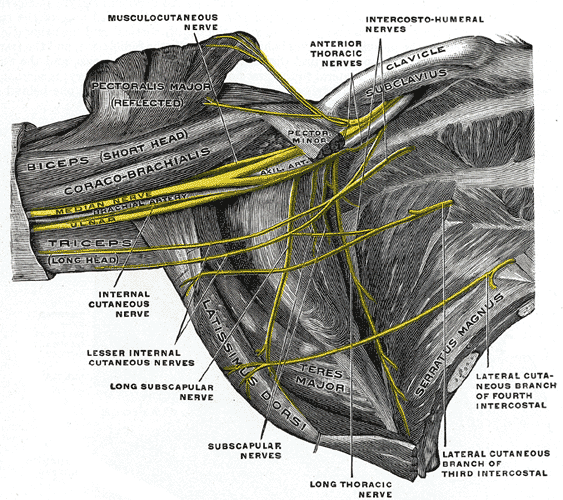
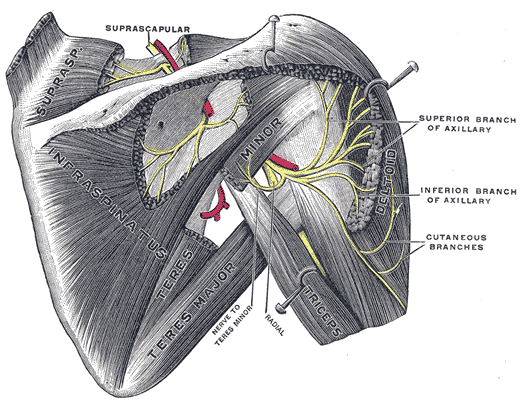
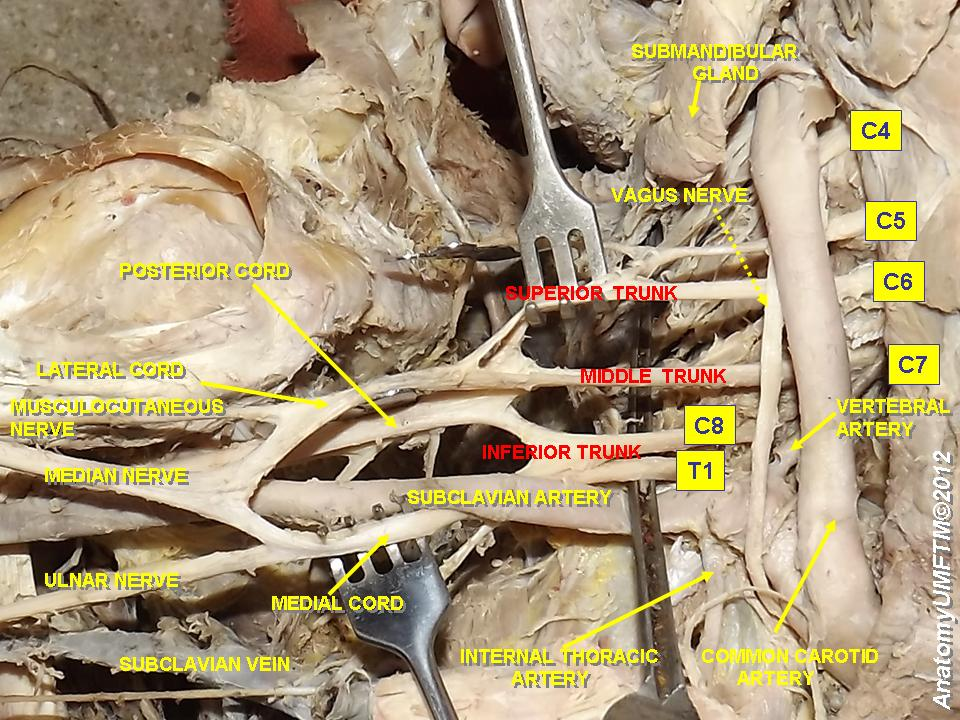
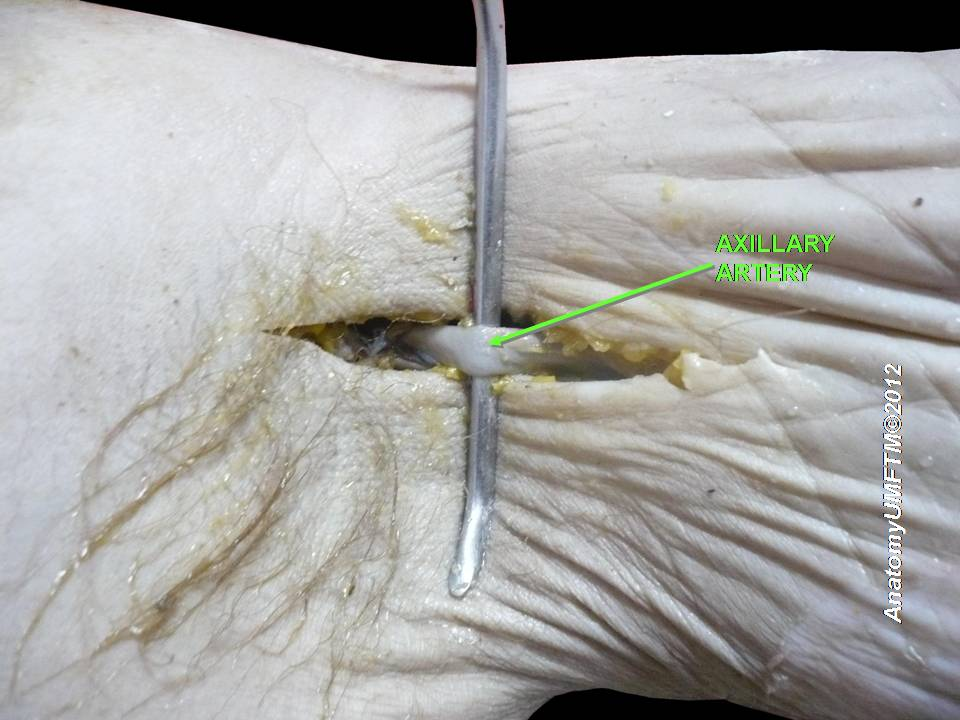
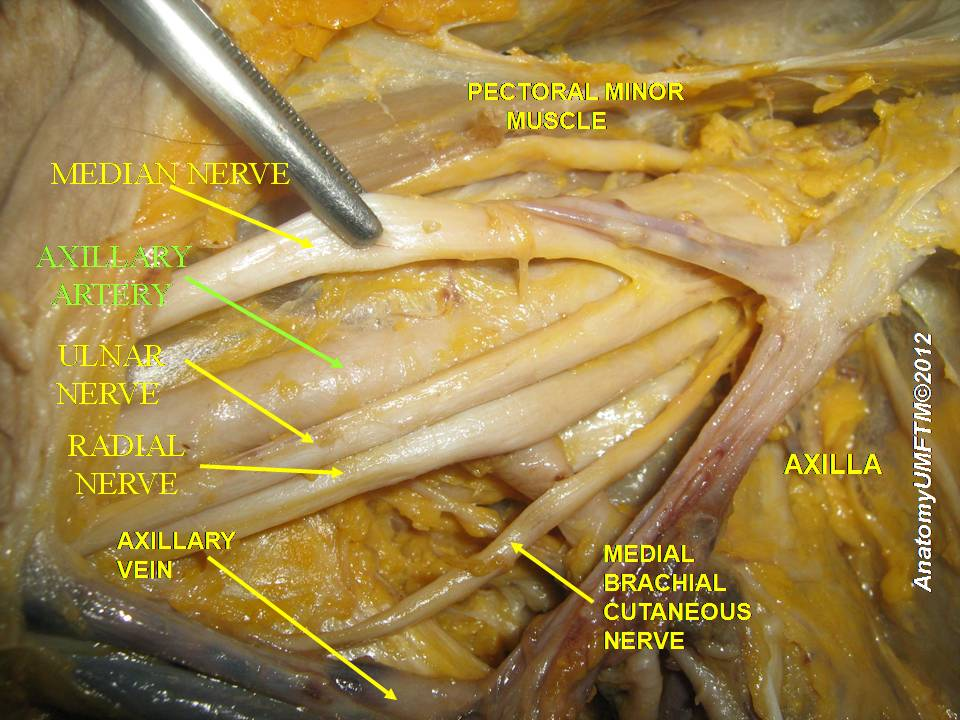
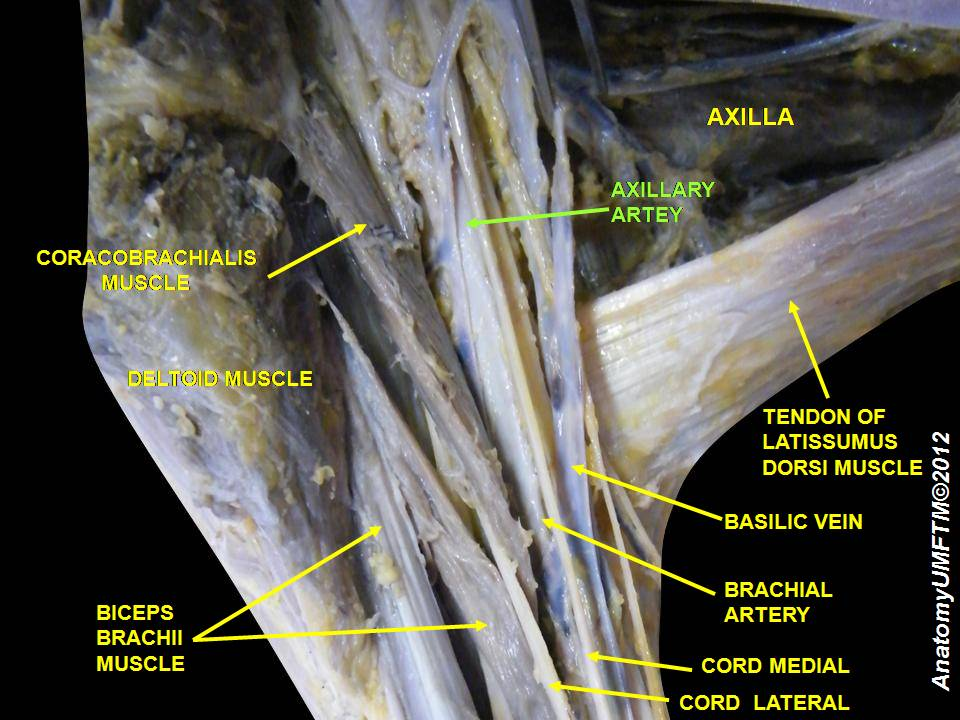
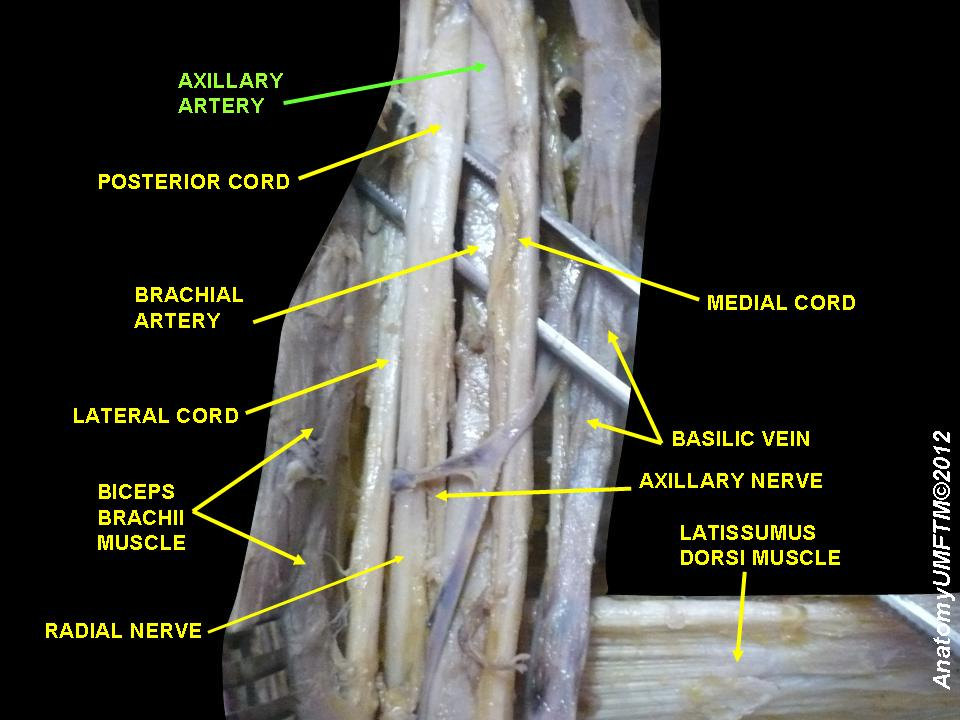
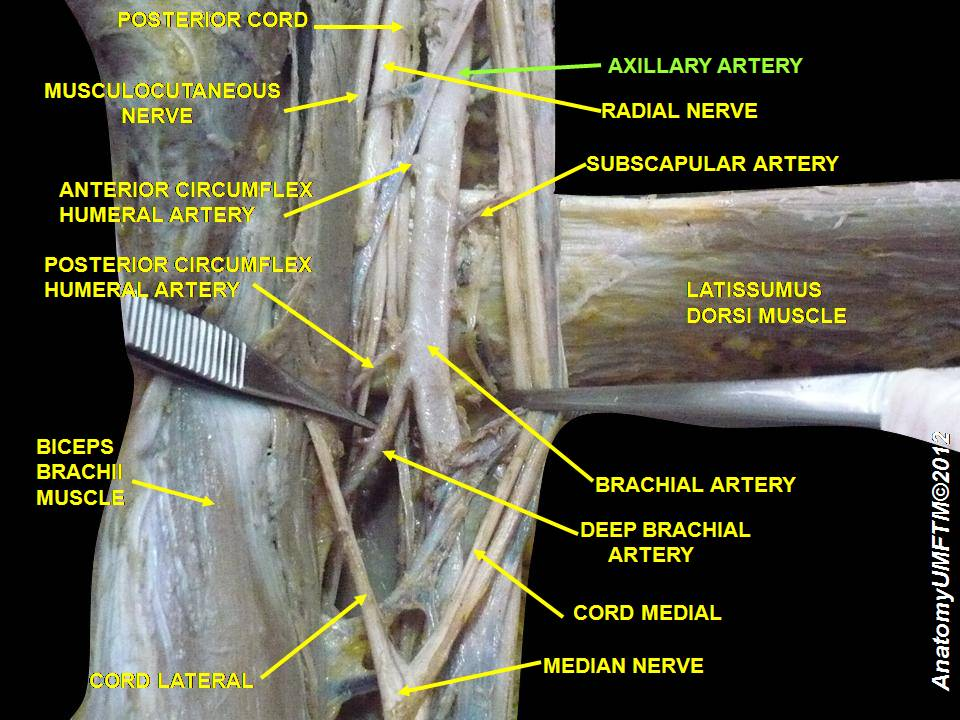
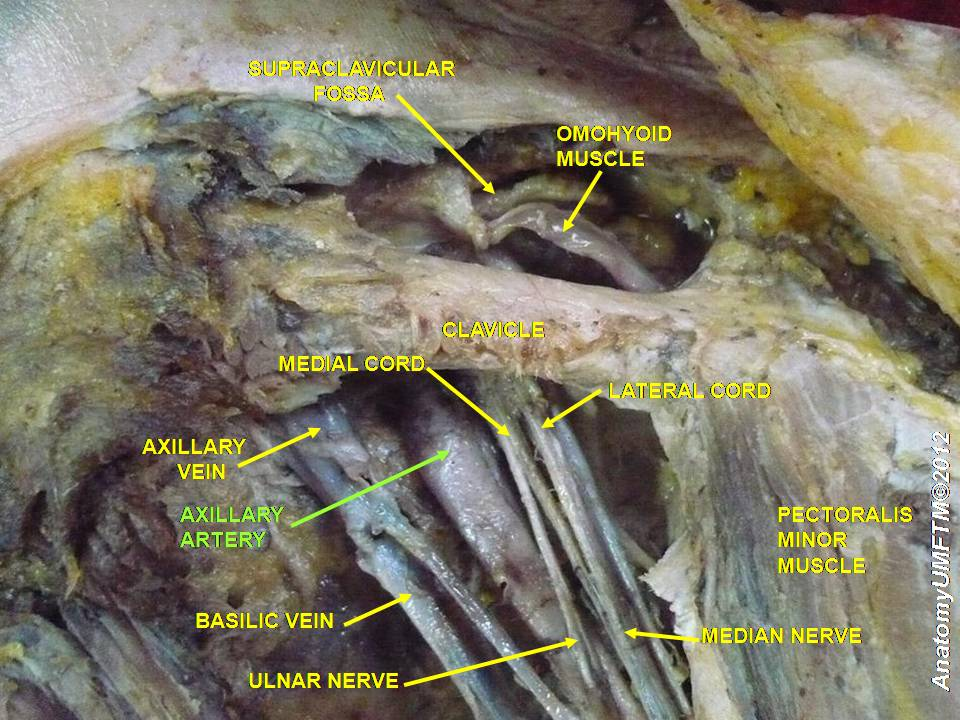